# قره‌آقاج (راز و جرگلان)
قره آقاج روستایی در دهستان جرگلان بخش جرگلان شهرستان راز و جرگلان استان خراسان شمالی ایران است.

## جمعیت
بر پایه سرشماری عمومی نفوس و مسکن در سال ۱۳۹۵ جمعیت این روستا ۱۷۹ نفر (۵۱خانوار) بوده‌است.